# شارل دواندویل
شارل دواندویل (انگلیسی: Charles Devendeville; ۸ مارس ۱۸۸۲ – ۱۹ سپتامبر ۱۹۱۴) شناگر اهل فرانسه بود.